# Hammurapi törvényoszlopa
A Hammurapi törvényoszlopa (vagy Hammurapi-sztélé) akkád irodalmi mű, Hammurapi babiloni király törvényeinek gyűjteménye. Hammurapi i. e. 1792-1750 vagy i. e. 1728-1686 között uralkodott, a törvényoszlop is ekkor keletkezett. Az oszlop anyaga diorit, magassága 2,25 m. Egy francia expedíció találta meg 1910-ben Szúzában, ahová az i. e. II. évezred végén zsákmányul hurcolták. A törvényoszlop tetején két személy látható, az ülő Samas, a Nap és az igazság istene, és az előtte álló Hammurapi.

## A törvények tartalma
A művet 282 paragrafusra tagolják a filológusok, aminek egy részét már az ókorban eltávolították, de későbbi másolatokból a szöveg helyreállítható. Bevezetése Marduk isten tetteit és Hammurapi elhivatottságát magasztaló himnusz, befejezése áldás-, illetve átokszöveg a szöveg használóira, illetve megrongálóira. 
Ha [a nő] nem volt gondos, "eljárogatott", házát "szétszórta", és férjét "megkevesbítette": ezt az asszonyt vessék vízbe.
Megengedte ugyanakkor, hogy az elégedetlen nők saját akaratukból elváljanak a férjüktől. A férj is elválhatott a feleségétől, ha az nem szült gyermeket, ám ha semmilyen vétséget (pl. házasságtörést) nem lehetett a nőre bizonyítani, a férjnek vissza kellett adnia a hozományt.
Maguk a törvények nem a szó mai értelmében vett törvények, inkább ítéletek, a király nem kötelező érvényű kódexet akart alkotni, mivel az ókori Mezopotámiában az uralkodó nem hozhatott törvényeket, erre csak az isteneknek volt joguk. Kittu(m)-nak (szó szerint „igazság”) nevezték tágabb értelemben az érvényes világrendet, amelyet az istenek hoztak létre. Az uralkodás lényege pedig a kittu(m) fenntartása volt.
A tételes jogot nem ismerték, ehelyett oktató szövegek álltak rendelkezésre írnokok, tisztviselők, bírák számára. A mű maga ezért inkább a didaktikus műfajok közé sorolható. Számos másolata maradt fenn, ez arról tanúskodik, hogy az oktatás kötelező tananyaga volt. Világos stílusa és pontos fogalmazása miatt irodalmi normának számított. A Gilgames-eposz mellett az óbabiloni kor egyik legfontosabb szövegemléke. A szerkesztésében közreműködő jogtudósok felhasználták a korábbi sumer és akkád jogi irodalom műveit is. (Ur-Nammu I. e. XVIII-XIX. századi és Lipit-Istár I. e. XIX. századi „törvénykönyveit").
A Hammurapi-féle „törvénykönyv” két jogrend összefonódását mutatja: a compensatio elvén alapuló hagyományos mezopotámiai jog, és a törzsi jog talio elve („szemet szemért, fogat fogért, életet az életért”) szerint készült. A büntetőjog mellett jelentős helyet foglalnak el a kereskedelem, a közigazgatás és a mindennapi élet szabályozásáról szóló rendelkezések. Így például szigorú előírásokat tartalmaz az öntözőberendezések karbantartási költségéről, a rabszolgák adás-vételéről (védi a városállam szabad lakosságát), a földbérletről, a katonai telepesek jogairól. Meghatározza a büntetések formáit: megkorbácsolás, csonkítás, kivégzés (karóba húzás, elégetés, vízbe fojtás).
A „törvénykönyv” és az Ószövetségben található mózesi törvények összehasonlítása során a kutatók sokáig gondolták azt, hogy a bibliai törvények Hammurapi „törvénykönyvéből” merítettek. Mózes könyveinek mezopotámiai befolyását egyesek tagadják, de a Biblia szerint is Terah Ur városából származott, majd onnan költözött Ábrámmal együtt Harránba. 

## Kapcsolódó szócikk
- III. Sulmánu-asarídu fekete obeliszkje